# Jacob Hübner

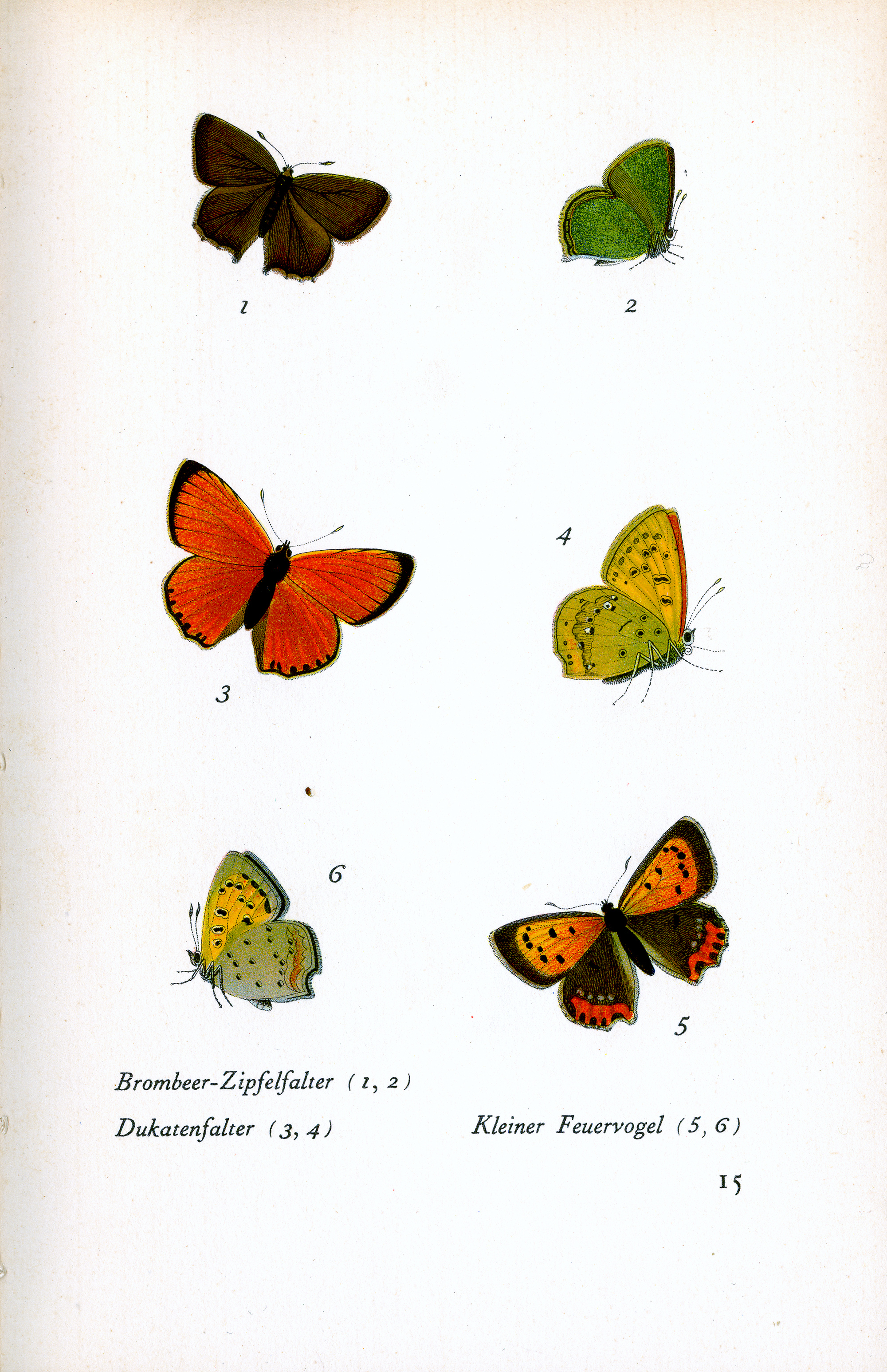
Plancha de Hubner: Das kleine Schmetterlingsbuch

Jacob Hübner (Augsburgo, Alemania, 20 de junio de 1761 - Augsburgo, 13 de septiembre de 1826) fue un entomólogo alemán.
Hübner fue el autor de Sammlung Europäischer Schmetterlinge (Colección de mariposas europeas) (1796-1805), un trabajo fundacional de la disciplina de la Entomología. Fue uno de los primeros especialistas en trabajar en los  lepidópteros europeos. Describió un gran número de nuevas especies, por ejemplo, Sesia bembeciformis, muchas de ellos frecuentes. La obra maestra de Hübner, "Tentamen", fue concebida como un documento de debate; publicada inadvertidamente, condujo a confusión en la clasificación.

## Obras
- Sammlung europäischer Schmetterlinge, en inglés “Collection European butterflies" (1796-1805)

- Sammlung exotischer Schmetterlinge, en inglés "Colection exotic butterflies" 2 vols. (1806-1834) Augsburgo (con Carl Geyer y Gottlieb August Wilhelm Herrich-Schäffer) (1806-1834)

- Geschichte europaischer schmetterlinge, en español "Historia de las mariposas europeas" (1806-1824)

- Tentamen determinsationis, digestionis atque demonationis singularum stirpium Lepidopterorum, peritis anuncio inspiciendum et dijudicandum communicatum, en español "Examen preliminar de un intento de fijar, organizar y nombrar las especies de Lepidoptera a los expertos para su examen y la expresión de una opinión" (1806)
- Jacob Hübner: Beiträge zur Geschichte der Schmetterlinge, 1786 y 1790
- Jacob Hübner: Sammlung auserlesener Vögel und Schmetterlinge, mit ihren Namen herausgegeben auf hundert nach der Natur ausgemalten Kupfern, 1793
- Jacob Hübner: Systematisch-alphabetisches Verzeichnis aller Bisher bey den Fürbildungen zur Sammlung europäischer Schmetterlinge angegebenen Gattungsbenennungen, 1822

## Abreviatura (zoología)
La abreviatura Hübner  se emplea para indicar a Jacob Hübner como autoridad en la descripción y taxonomía en zoología.